# المشاكل الاقتصادية للاشتراكية في الاتحاد السوفيتي
المشكلات الاقتصادية للاشتراكية في الاتحاد السوفيتي (الروسية: Экономические проблемы социализма в СССР)، رومنة: Ekonomicheskiye problemy sotsializma v SSSR) هو مؤلَّف في الاقتصاد السياسي كتبه جوزيف ستالين عام 1951، وكان من آخر ما نُشر له قبل وفاته.في هذا العمل، زعم ستالين أن الاتحاد السوفيتي قد بلغ المرحلة الدنيا من الشيوعية. وقد جاءت الدوافع الأساسية لهذا الكتاب من النقاشات التي دارت حول إعداد كتاب دراسي جديد في الاقتصاد السياسي، يُعتمد كمرجع أساسي على مستوى الحركة الشيوعية العالمية.
ومن أبرز النقاشات النظرية التي تناولها الكتاب: هل ما زال قانون القيمة فاعلاً في ظل الاقتصاد الاشتراكي؟
في حين رأى بعض الاقتصاديين أن كارل ماركس، في مؤلفه رأس المال، قصد أن قانون القيمة ينطبق فقط على التبادل في النظام الرأسمالي، أصرّ جوزيف ستالين على أن هذا القانون يظل فاعلاً في ظل النظام الاشتراكي.
ومع ذلك، أشار ستالين إلى أن قانون القيمة يحمل طابعًا تاريخيًا وليس قانونًا أبديًا، وأنه سيزول في المرحلة العليا من الشيوعية.
وأكد أيضًا أن النظام الاشتراكي يقتضي وجود تبادلٍ سلعي، بالإضافة إلى "مديرين اقتصاديين" قادرين على تنظيم الإنتاج بأسلوب عقلاني ومنضبط.
وقد طرح ستالين الكتاب كخطة للانتقال نحو الشيوعية الكاملة، مع التأكيد على ضرورة احترام القوانين الاقتصادية الموضوعية حتى في ظل النظام الاشتراكي.

### المواضيع الرئيسية في الكتاب:
1. طبيعة القوانين الاقتصادية في ظل الاشتراكية
2. إنتاج السلع في ظل الاشتراكية
3. قانون القيمة في ظل الاشتراكية
4. إلغاء التناقض بين المدينة والريف، وبين العمل العقلي والجسدي، والقضاء على التمييز بينهما
5. تفكك السوق العالمية الموحدة وتفاقم أزمة النظام الرأسمالي العالمي
6. حتمية الحروب بين الدول الرأسمالية
7. القوانين الاقتصادية الأساسية للرأسمالية الحديثة والاشتراكية

أصرّ ستالين أيضًا على أن الحروب بين الدول الرأسمالية لا تزال حتمية، وهو الموقف الذي عارضه يوجين فارغا. 

## التفسيرات في الصين
تمت ترجمة كتاب "المشكلات الاقتصادية للاشتراكية في الاتحاد السوفييتي" فور صدوره، وأصبح نصًا أساسيًا في مجال الاقتصاد السياسي في جمهورية الصين الشعبية عام 1952. وقد انتقد ماو تسي تونج الكتاب لاحقًا في مؤلفه "نقد الاقتصاد السوفييتي".
خلال المؤتمر الأول في تشنغتشو (2–10 نوفمبر 1958) ، كتب ماو تسي تونج، رئيس الحزب الشيوعي الصيني، رسالة في 9 نوفمبر اقترح فيها على الكوادر القيادية في جميع المستويات قراءة عمل ستالين بعناية.
ومن المفارقات اللافتة أن خبراء الاقتصاد الاشتراكي، الذين كانوا في أوائل أنصار السوق في كل من الاتحاد السوفيتي والصين، استخدموا كلمات ستالين هذه لتبرير إصلاحات السوق. ففي عمله الصادر عام 1981 بعنوان "الاقتصاد الاشتراكي في الصين"، استند شيويه موكياو إلى كتاب ستالين كمبرر لاستخدام آلية السوق في المرحلة الأولية من الاشتراكية. كما قدم شيويه في الكتاب مصطلح "الاشتراكية المتخلفة".
وقد تم تأليف هذا الكتاب في إطار الماركسية اللينينية الأرثوذكسية التي صاغها ستالين في كتابه "المشكلات الاقتصادية للاشتراكية في الاتحاد السوفيتي". كتب شيويه أن داخل نمط الإنتاج الاشتراكي توجد مراحل متعددة، ولكي تصل الصين إلى شكل متقدم من الاشتراكية، كان عليها أن تركز على تطوير القوى الإنتاجية.
كما اقترح شيويه نظرية تقول إن القوانين الأساسية للنمو الاقتصادي تقتضي أن "علاقات الإنتاج يجب أن تتوافق مع مستوى القوى الإنتاجية". وعلى غرار ستالين، اعتبر شيويه أن القوى الإنتاجية هي العامل الأساسي، وأن علاقات الإنتاج يجب أن تتماشى مع مستوى القوى الإنتاجية، معتبرًا ذلك قانونًا عالميًا أساسيًا في الاقتصاد.